# Ґюльфем-хатун
Ґюльфем-хатун (пом.1561/1562, Стамбул) — наложниця Сулеймана I Пишного.

## Біографія
Потрапила в гарем майбутнього султана Сулеймана приблизно в 1511р. В 1519 р. народила шехзаде Мурада, який помер 1520 р. від віспи. Після смерті сина Ґюльфем була відлучена від Сулеймана, проте залишилась в палаці й була султану вірною. Однак не всі історики впевнені, що матір‘ю Мурада була вона. 

### Правління Сулеймана
Після сходження на престол Сулеймана Гюльфем увійшла до адміністративного складу гарему. З листа Роксолани (майбутньої законної дружини Сулеймана) дізнаємося, що вона допомагала розпоряджатися фінансами.

### Благодійність та смерть
Гюльфем була відданою жінкою і фінансувала будівництво дерев'яної каркасної мечеті.
Однак у 1562 році вона померла від старості чи хвороби, не збудувавши її до кінця. Сулейман, який поважав і прихильно ставився до неї, завершив її.

## Діти
Сакаоглу пише, що у родовідних книгах не зазначено про дітей Сулеймана від Ґюльфем, проте султан мав двох синів, Махмуда і Мурада, які померли в 1521—1522 роках, про матерів яких жодних даних немає;  цілком можливо, що Ґюльфем була матір'ю одного з них або обох. Озтуна вказує Ґюльфем матір'ю шехзаде Махмуда. 

## Ролі в кіно
- В турецькому серіалі «Хуррем Султан» знятому в 2003 році роль Гюльфем-хатун виконує акторка Ясемін Казаноглу.
- В турецькому серіалі Величне століття. Роксолана знятому в 2011 році, роль Гюльфем-хатун виконує акторка Селен Остюрк.